# برج گبری
برج گبری دو برج در کنار هم است در منطقه لاریجان، شهرستان آمل قرار دارد.این برج قبر گبری ها بوده است مه قدمت آن به  پیش از اسلام می رسد.